# Manchester City Football Club 2018-2019
Questa pagina raccoglie i dati riguardanti il Manchester City Football Club nelle competizioni ufficiali della stagione 2018-2019.

## Stagione
Il club campione d'Inghilterra in carica decide di riconfermare l'intera rosa dell'anno precedente, incluso l'allenatore Guardiola: l'unica operazione di rilievo del mercato estivo è l'acquisto dell'ala algerina Mahrez, prelevato dal Leicester City versando nelle casse di quest'ultimi una cifra pari a 67 milioni di euro. D'altro canto, le uniche cessioni da segnalarsi sono quelle del portiere Joe Hart, rientrato dal prestito al West Ham Utd e ormai ai ferri corti con la dirigenza dei Citizens, e dello storico centrocampista ivoriano Yaya Touré, che si accasano rispettivamente ai connazionali del Burnley e ai greci dell'Olympiakos. La stagione si apre ufficialmente il 5 agosto 2018 con la vittoria del Community Shield: al Wembley Stadium di Londra il Manchester City sconfigge il Chelsea, detentore della FA Cup 2017-2018, per 2-0 grazie alla doppietta di Agüero. Questo successo segna la quinta vittoria di tale trofeo, a sei anni di distanza dall'ultimo trionfo.

### Premier League
Il campionato ha inizio il 12 agosto con la vittoria esterna per 0-2 contro l'Arsenal grazie alle reti di Sterling e Bernardo Silva, a cui segue un'altra vittoria, quella casalinga per 6-1 contro l'Huddersfield. Dopo il pareggio in trasferta contro il Wolverhampton (1-1), i Citizens ottengono quattro successi consecutivi contro Newcastle Utd (2-1), Fulham (3-0), Cardiff City (0-5) e Brighton (2-0). Il 7 ottobre, all'ottava giornata, si registra il pareggio esterno a reti bianche contro il Liverpool, capolista insieme allo stesso City. In seguito gli Sky Blues inanellano una serie di sette vittorie consecutive contro Burnley (5-0), Tottenham (0-1), Southampton (6-1), Manchester United (3-1), West Ham Utd (0-4), Bournemouth (3-1) e Watford (1-2), portandosi così in testa alla classifica, a +1 sul Liverpool secondo. L'8 dicembre, alla sedicesima giornata, il Manchester City incassa la prima sconfitta stagionale in campionato per mano del Chelsea (2-0 allo Stamford Bridge), scivolando quindi al secondo posto con 41 punti, a -1 dal Liverpool vittorioso contro il Bournemouth. Dopo la vittoria interna con l'Everton (3-1), i Citizens subiscono due sconfitte consecutive contro Crystal Palace (2-3 in casa) e Leicester City (2-1 in trasferta), chiudendo dunque il girone d'andata con 44 punti, a -7 dal primo posto occupato costantemente dal Liverpool con 51 punti. Il girone di ritorno si apre con la vittoria esterna contro il Southampton (1-3), a cui segue il fondamentale successo casalingo contro il Liverpool (2-1), assottigliando il distacco con gli stessi Reds a -4 punti (a questo punto della stagione sono 50 i punti del City, contro i 54 del Liverpool). Dopo due vittorie consecutive contro Wolverhampton (3-0) e Huddersfield (0-3), i Citizens perdono in trasferta contro il Newcastle Utd (2-1) rimanendo a -5 dal Liverpool. Successivamente, approfittando di due pareggi consecutivi dei Reds, gli Sky Blues battono l'Arsenal in casa (3-1), l'Everton in trasferta (0-2) e il Chelsea in casa con un roboante 6-0, agganciando lo stesso Liverpool al primo posto con 65 punti. Dopo la vittoria interna col West Ham Utd (1-0), il 2 marzo 2019 il City effettua il sorpasso in classifica sconfiggendo il Bournemouth in trasferta (0-1), giovando anche del pareggio dei Reds nel derby contro l'Everton, arrivando a quota 71 punti (a +1 dalla squadra di Klopp). Da qui in poi la banda di Guardiola non sbaglia un colpo vincendo tutte le restanti nove partite di campionato, tra cui anche il decisivo recupero del derby di Manchester del 24 aprile (vittoria per 0-2 all'Old Trafford con reti di Bernardo Silva e Sané), raggiungendo quota 98 punti. L'incredibile testa a testa tra Manchester City e Liverpool si conclude così con la vittoria della Premier League, la seconda consecutiva e sesta totale, da parte dei Citizens i quali staccano di 1 solo punto i rivali (giunti al secondo posto con un record di 97 punti).

### UEFA Champions League
In Champions League il Manchester City è inserito nel gruppo F con i francesi dell'Olympique Lione, gli ucraini dello Šachtar Donetsk e i tedeschi dell'Hoffenheim. La competizione si apre con l'inaspettata sconfitta interna per mano del Lione (1-2 all'Etihad Stadium). Dopo lo scivolone iniziale, i Citizens ottengono tre successi di fila sconfiggendo prima l'Hoffenheim in trasferta (1-2) e poi lo Šachtar sia in trasferta a Charkiv (0-3) che in casa a Manchester (6-0). Con il successivo pareggio sul campo del Lione (2-2) gli Sky Blues conquistano il passaggio del turno con una giornata d'anticipo, per poi blindare il primo posto del girone, totalizzando 13 punti, vincendo in casa con l'Hoffenheim per 2-1. Negli ottavi di finale il City viene sorteggiato con i tedeschi dello Schalke 04, sconfitti sia all'andata in trasferta (2-3) che al ritorno in casa (7-0) per un largo risultato complessivo di 10-2. Ai quarti i Citizens affrontano i connazionali del Tottenham, i quali si impongono per 1-0 nel match d'andata, giocato nel nuovo Tottenham Hotspur Stadium di Londra. Al ritorno gli Sky Blues sconfiggono i londinesi per 4-3 all'Etihad Stadium di Manchester; tuttavia tale risultato condanna la squadra di Guardiola all'eliminazione dal torneo a causa della regola dei gol in trasferta (4-4 l'aggregato totale). Per il secondo anno consecutivo il Manchester City esce dalla Champions League ai quarti di finale venendo, tra l'altro, eliminato ancora una volta da una formazione conterranea (nell'edizione precedente fu infatti il Liverpool ad eliminare i Citizens).

### Coppe nazionali
Il cammino in Coppa di Lega ha inizio il 25 settembre con la vittoria esterna ai danni dell'Oxford Utd (0-3) nel terzo turno. Nel quarto turno il Manchester City elimina il Fulham, vincendo per 2-0 in casa grazie alla doppietta di Brahim Díaz. Ai quarti i Citizens superano il Leicester City in trasferta ai rigori (1-3), dopo che i tempi supplementari si erano conclusi sull'1-1. In semifinale gli Sky Blues incontrano il Burton Albion, squadra di terza divisione inglese, imponendosi sia all'andata in casa (9-0) che al ritorno in trasferta (0-1) per un clamoroso risultato complessivo di 10-0 (il più largo mai ottenuto in una semifinale di tale competizione). Nella finale del Wembley Stadium di Londra, il City prevale sul Chelsea solamente ai rigori per 4-3 grazie al decisivo tiro dal dischetto realizzato da Sterling (la partita si era conclusa a reti inviolate). I Citizens si aggiudicano così la Coppa di Lega per il secondo anno consecutivo, e per la sesta volta totale. In FA Cup il Manchester City sconfigge con due goleade casalinghe il Rotherham Utd (7-0) e il Burnley (5-0), rispettivamente nel terzo e nel quarto turno. Nel quinto turno i Citizens superano agevolmente il Newport County in trasferta per 1-4. Ai quarti lo Swansea City viene sconfitto in trasferta per 2-3 con qualche difficoltà; gli Sky Blues rimontano infatti un passivo di 2-0 grazie ad una rete di Agüero negli ultimi minuti della gara. In semifinale il Brighton viene superato di misura (1-0) all'Etihad Stadium di Manchester con un gol di Gabriel Jesus nei minuti iniziali. Il 18 maggio, al Wembley Stadium di Londra, il City sconfigge con un perentorio 6-0 il Watford in finale; aggiudicandosi la sesta FA Cup della propria storia (a distanza di otto anni dall'ultimo trionfo). Con la vittoria del Community Shield, della Premier League, della Coppa di Lega e della FA Cup, il Manchester City di Guardiola diventa la prima squadra inglese a realizzare il treble domestico (campionato e le due coppe nazionali), nonché la prima a conquistare tutte le quattro competizioni annuali (includendo anche il Community Shield), nell'arco di una singola stagione.

## Maglie e sponsor
Confermata Nike come sponsor tecnico. Lo sponsor ufficiale rimane Etihad Airways.
| Casa | Trasferta | Terza divisa |

## Rosa
Rosa, numerazione e ruoli, tratti dal sito ufficiale, sono aggiornati al 7 agosto 2018.
| N. |                        | Ruolo | Calciatore                 |
| -- | ---------------------- | ----- | -------------------------- |
| 1  | Cile (bandiera)        | P     | Claudio Bravo              |
| 2  | Inghilterra (bandiera) | D     | Kyle Walker                |
| 3  | Brasile (bandiera)     | D     | Danilo                     |
| 4  | Belgio (bandiera)      | D     | Vincent Kompany (capitano) |
| 5  | Inghilterra (bandiera) | D     | John Stones                |
| 7  | Inghilterra (bandiera) | A     | Raheem Sterling            |
| 8  | Germania (bandiera)    | C     | İlkay Gündoğan             |
| 10 | Argentina (bandiera)   | A     | Sergio Agüero              |
| 14 | Spagna (bandiera)      | D     | Aymeric Laporte            |
| 17 | Belgio (bandiera)      | C     | Kevin De Bruyne            |
| 18 | Inghilterra (bandiera) | C     | Fabian Delph               |
| 19 | Germania (bandiera)    | C     | Leroy Sané                 |
| 20 | Portogallo (bandiera)  | C     | Bernardo Silva             |

| N. |                        | Ruolo | Calciatore                  |
| -- | ---------------------- | ----- | --------------------------- |
| 21 | Spagna (bandiera)      | C     | David Silva (vice capitano) |
| 22 | Francia (bandiera)     | D     | Benjamin Mendy              |
| 25 | Brasile (bandiera)     | C     | Fernandinho                 |
| 26 | Algeria (bandiera)     | C     | Riyad Mahrez                |
| 28 | Belgio (bandiera)      | D     | Jason Denayer               |
| 30 | Argentina (bandiera)   | D     | Nicolás Otamendi            |
| 31 | Brasile (bandiera)     | P     | Ederson                     |
| 32 | Inghilterra (bandiera) | P     | Daniel Grimshaw             |
| 33 | Brasile (bandiera)     | A     | Gabriel Jesus               |
| 34 | Paesi Bassi (bandiera) | D     | Philippe Sandler            |
| 35 | Ucraina (bandiera)     | A     | Oleksandr Zinčenko          |
| 47 | Inghilterra (bandiera) | C     | Phil Foden                  |
| 55 | Spagna (bandiera)      | C     | Brahim Díaz                 |

## Calciomercato

### Sessione estiva (dall'1/7 al 9/8)
| Acquisti         | Acquisti         | Acquisti       | Acquisti                 |
| R.               | Nome             | da             | Modalità                 |
| ---------------- | ---------------- | -------------- | ------------------------ |
| A                | Riyad Mahrez     | Leicester City | definitivo (67,80 mln €) |
| D                | Philippe Sandler | PEC Zwolle     | definitivo (2,50 mln €)  |
| A                | Daniel Arzani    | Melbourne City | definitivo (890000 €)    |
| Altre operazioni |                  |                |                          |
| R.               | Nome             | da             | Modalità                 |

| Cessioni         | Cessioni          | Cessioni    | Cessioni                 |
| R.               | Nome              | a           | Modalità                 |
| ---------------- | ----------------- | ----------- | ------------------------ |
| P                | Angus Gunn        | Southampton | definitivo (11,30 mln €) |
| P                | Joe Hart          | Burnley     | definitivo (3,90 mln €)  |
| A                | Olarenwaju Kayode | Šachtar     | definitivo (3,00 mln €)  |
| Altre operazioni |                   |             |                          |
| R.               | Nome              | a           | Modalità                 |

## Organigramma societario
Area tecnica
- Allenatore: Josep Guardiola
- Allenatore in seconda: Carles Planchart, Brian Kidd, Mikel Arteta, Rodolfo Borrell
- Preparatore dei portieri: Xabier
- Preparatori atletici: Lorenzo Buenaventura

## Risultati

### Premier League
| Arbitro: | Oliver |

|  |           |                        |
|  | Marcatori | 14’ Sterling 64’ Silva |

| Arbitro: | Marriner |

|                                                             |           |               |
| Agüero 25’, 35’, 75’ Jesus 31’ Silva 48’ Kongolo 84’ (aut.) | Marcatori | 43’ Stanković |

| Arbitro: | Atkinson |

|          |           |             |
| Boly 57’ | Marcatori | 69’ Laporte |

| Arbitro: | Friend |

|                        |           |            |
| Sterling 8’ Walker 52’ | Marcatori | 30’ Yedlin |

| Arbitro: | Attwell |

|                                |           |  |
| Sané 2’ Silva 21’ Sterling 47’ | Marcatori |  |

| Arbitro: | Oliver |

|  |           |                                                   |
|  | Marcatori | 32’ Agüero 35’ Silva 44’ Gündoğan 67’, 89’ Mahrez |

| Arbitro: | Mason |

|                         |           |  |
| Sterling 29’ Agüero 65’ | Marcatori |  |

| Liverpool 7 ottobre 2018, ore 16:30 WEST 8ª giornata | Liverpool | 0 – 0 referto | Manchester City | Anfield (52 117 spett.)\| Arbitro: \| Atkinson \| |
| Arbitro:                                             | Atkinson  |               |                 |                                                   |

| Arbitro: | Moss |

|                                                          |           |  |
| Agüero 17’ Silva 54’ Fernandinho 56’ Mahrez 83’ Sané 90’ | Marcatori |  |

| Arbitro: | Friend |

|  |           |           |
|  | Marcatori | 6’ Mahrez |

| Arbitro: | Mason |

|                                                                   |           |                 |
| Hoedt 6’ (aut.) Agüero 12’ Silva 18’ Sterling 45’, 67’ Sané 90+1’ | Marcatori | 30’ (rig.) Ings |

| Arbitro: | Taylor |

|                                   |           |                    |
| Silva 12’ Agüero 48’ Gündoğan 86’ | Marcatori | 58’ (rig.) Martial |

| Arbitro: | Marriner |

|  |           |                                        |
|  | Marcatori | 11’ Silva 19’ Sterling 34’, 90+3’ Sané |

| Arbitro: | Attwell |

|                                     |           |            |
| Silva 16’ Sterling 57’ Gündoğan 79’ | Marcatori | 44’ Wilson |

| Arbitro: | Tierney |

|              |           |                     |
| Doucouré 85’ | Marcatori | 40’ Sané 51’ Mahrez |

| Arbitro: | Oliver |

|                    |           |  |
| Kanté 45’ Luiz 78’ | Marcatori |  |

| Arbitro: | Pawson |

|                             |           |                   |
| Jesus 22’, 50’ Sterling 69’ | Marcatori | 65’ Calvert-Lewin |

| Arbitro: | Marriner |

|                            |           |                                                 |
| Gündoğan 27’ De Bruyne 85’ | Marcatori | 33’ Schlupp 35’ Townsend 51’ (rig.) Milivojević |

| Arbitro: | Dean |

|                            |           |           |
| Albrighton 19’ Pereira 81’ | Marcatori | 14’ Silva |

| Arbitro: | Tierney |

|              |           |                                             |
| Højbjerg 37’ | Marcatori | 10’ Silva 45’ (aut.) Ward-Prowse 45’ Agüero |

| Arbitro: | Taylor |

|                     |           |             |
| Agüero 40’ Sané 72’ | Marcatori | 64’ Firmino |

| Arbitro: | Pawson |

|                                        |           |  |
| Jesus 10’, 39’ (rig.) Coady 78’ (aut.) | Marcatori |  |

| Arbitro: | Marriner |

|  |           |                                  |
|  | Marcatori | 18’ Danilo 54’ Sterling 56’ Sané |

| Arbitro: | Tierney |

|                               |           |           |
| Rondón 66’ Ritchie 80’ (rig.) | Marcatori | 1’ Agüero |

| Arbitro: | Atkinson |

|                     |           |               |
| Agüero 1’, 44’, 61’ | Marcatori | 11’ Koscielny |

| Arbitro: | Pawson |

|  |           |                       |
|  | Marcatori | 45’ Laporte 90’ Jesus |

| Arbitro: | Dean |

|                                                           |           |  |
| Sterling 4’, 80’ Agüero 13’, 19’, 56’ (rig.) Gündoğan 25’ | Marcatori |  |

| Arbitro: | Attwell |

|                   |           |  |
| Agüero 59’ (rig.) | Marcatori |  |

| Arbitro: | Friend |

|  |           |            |
|  | Marcatori | 55’ Mahrez |

| Arbitro: | Tierney |

|                        |           |              |
| Sterling 46’, 50’, 59’ | Marcatori | 66’ Deulofeu |

| Arbitro: | Friend |

|  |           |                     |
|  | Marcatori | 5’ Silva 27’ Agüero |

| Arbitro: | Moss |

|                       |           |  |
| De Bruyne 6’ Sané 44’ | Marcatori |  |

| Arbitro: | Atkinson |

|                 |           |                             |
| Milivojević 81’ | Marcatori | 15’, 63’ Sterling 90’ Jesus |

| Arbitro: | Oliver |

|          |           |  |
| Foden 5’ | Marcatori |  |

| Arbitro: | Marriner |

|  |           |                    |
|  | Marcatori | 54’ Silva 66’ Sané |

| Arbitro: | Tierney |

|  |           |            |
|  | Marcatori | 63’ Agüero |

| Arbitro: | Dean |

|             |           |  |
| Kompany 70’ | Marcatori |  |

| Arbitro: | Oliver |

|            |           |                                                |
| Murray 27’ | Marcatori | 28’ Agüero 38’ Laporte 63’ Mahrez 72’ Gündoğan |

### FA Cup
| Arbitro: | Coote |

|                                                                                    |           |  |
| Sterling 12’ Foden 43’ Ajayi 45’ (aut.) Jesus 52’ Mahrez 73’ Otamendi 78’ Sané 85’ | Marcatori |  |

| Arbitro: | Scott |

|                                                                     |           |  |
| Jesus 23’ Silva 52’ De Bruyne 61’ Long 73’ (aut.) Agüero 85’ (rig.) | Marcatori |  |

| Arbitro: | Marriner |

|           |           |                                      |
| Amond 88’ | Marcatori | 51’ Sané 75’, 89’ Foden 90+4’ Mahrez |

| Arbitro: | Marriner |

|                              |           |                                           |
| Grimes 20’ (rig.) Celina 29’ | Marcatori | 69’ Silva 78’ (aut.) Nordfeldt 88’ Agüero |

| Arbitro: | Taylor |

|          |           |  |
| Jesus 4’ | Marcatori |  |

| Arbitro: | Friend |

|                                                          |           |  |
| Silva 26’ Sterling 38’, 81’, 87’ De Bruyne 61’ Jesus 68’ | Marcatori |  |

### Coppa di Lega
| Arbitro: | East |

|  |           |                                  |
|  | Marcatori | 36’ Jesus 78’ Mahrez 90+2’ Foden |

| Arbitro: | Atkinson |

|               |           |  |
| Díaz 18’, 65’ | Marcatori |  |

| Arbitro: | Mason |

|                                |                      |                                  |
| Albrighton 73’                 | Marcatori            | 14’ De Bruyne                    |
| Maguire Fuchs Maddison Söyüncü | Tiri di rigore 1 – 3 | Gündoğan Sterling Jesus Zinčenko |

| Arbitro: | Dean |

|                                                                                    |           |  |
| De Bruyne 5’ Jesus 30’, 34’, 57’, 65’ Zinčenko 37’ Foden 62’ Walker 70’ Mahrez 83’ | Marcatori |  |

| Arbitro: | Friend |

|  |           |            |
|  | Marcatori | 26’ Agüero |

| Arbitro: | Moss |

|                                                   |                      |                                     |
| Jorginho Azpilicueta Emerson Palmieri Luiz Hazard | Tiri di rigore 3 – 4 | Gündoğan Agüero Sané Silva Sterling |

### FA Community Shield
| Arbitro: | Moss |

|  |           |                 |
|  | Marcatori | 13’, 58’ Agüero |

### Champions League

#### Fase a girone
| Arbitro: | Orsato |

|           |           |                      |
| Silva 67’ | Marcatori | 26’ Cornet 43’ Fekir |

| Arbitro: | Skomina |

|             |           |                     |
| Belfodil 1’ | Marcatori | 8’ Agüero 87’ Silva |

| Arbitro: | Del Cerro Grande |

|  |           |                                 |
|  | Marcatori | 30’ Silva 35’ Laporte 70’ Silva |

| Arbitro: | Kassai |

|                                                                     |           |  |
| Silva 13’ Jesus 24’ (rig.), 72’ (rig.), 90’ Sterling 49’ Mahrez 84’ | Marcatori |  |

| Arbitro: | Rocchi |

|                 |           |                        |
| Cornet 55’, 81’ | Marcatori | 62’ Laporte 83’ Agüero |

| Arbitro: | Ekberg |

|               |           |                     |
| Sané 45’, 61’ | Marcatori | 16’ (rig.) Kramarić |

#### Fase ad eliminazione diretta
| Arbitro: | Del Cerro Grande |

|                                 |           |                                  |
| Bentaleb 38’ (rig.), 45’ (rig.) | Marcatori | 18’ Agüero 85’ Sané 90’ Sterling |

| Arbitro: | Turpin |

|                                                                            |           |  |
| Agüero 35’ (rig.), 38’ Sané 42’ Sterling 56’ Silva 71’ Foden 78’ Jesus 84’ | Marcatori |  |

| Arbitro: | Kuipers |

|         |           |  |
| Son 78’ | Marcatori |  |

| Arbitro: | Çakır |

|                                       |           |                          |
| Sterling 4’, 21’ Silva 11’ Agüero 59’ | Marcatori | 7’, 10’ Son 73’ Llorente |

## Statistiche

### Statistiche di squadra
| Competizione        | Punti | In casa | In casa | In casa | In casa | In casa | In casa | In trasferta | In trasferta | In trasferta | In trasferta | In trasferta | In trasferta | Totale | Totale | Totale | Totale | Totale | Totale | DR   |
| Competizione        | Punti | G       | V       | N       | P       | Gf      | Gs      | G            | V            | N            | P            | Gf           | Gs           | G      | V      | N      | P      | Gf     | Gs     | DR   |
| ------------------- | ----- | ------- | ------- | ------- | ------- | ------- | ------- | ------------ | ------------ | ------------ | ------------ | ------------ | ------------ | ------ | ------ | ------ | ------ | ------ | ------ | ---- |
| Premier League      | 98    | 19      | 18      | 0       | 1       | 57      | 12      | 19           | 14           | 2            | 3            | 38           | 11           | 38     | 32     | 2      | 4      | 95     | 23     | +72  |
| FA Cup              | -     | 4       | 4       | 0       | 0       | 1 9     | 0       | 2            | 2            | 0            | 0            | 7            | 3            | 6      | 6      | 0      | 0      | 26     | 3      | +23  |
| Coppa di Lega       | -     | 2       | 2       | 0       | 0       | 11      | 0       | 4            | 2            | 2            | 0            | 5            | 1            | 6      | 4      | 2      | 0      | 16     | 1      | +15  |
| FA Community Shield | -     | 0       | 0       | 0       | 0       | 0       | 0       | 1            | 1            | 0            | 0            | 2            | 0            | 1      | 1      | 0      | 0      | 2      | 0      | +2   |
| Champions League    | -     | 5       | 4       | 0       | 1       | 20      | 6       | 5            | 3            | 1            | 1            | 10           | 6            | 10     | 7      | 1      | 2      | 30     | 12     | +18  |
| Totale              | -     | 30      | 28      | 0       | 2       | 107     | 18      | 31           | 22           | 5            | 4            | 62           | 21           | 61     | 50     | 5      | 6      | 169    | 39     | +130 |

### Andamento in campionato
| Giornata  | 1 | 2 | 3 | 4 | 5 | 6 | 7 | 8 | 9 | 10 | 11 | 12 | 13 | 14 | 15 | 16 | 17 | 18 | 19 | 20 | 21 | 22 | 23 | 24 | 25 | 26 | 27 | 28 | 29 | 30 | 31 | 32 | 33 | 34 | 35 | 36 | 37 | 38 |
| --------- | - | - | - | - | - | - | - | - | - | -- | -- | -- | -- | -- | -- | -- | -- | -- | -- | -- | -- | -- | -- | -- | -- | -- | -- | -- | -- | -- | -- | -- | -- | -- | -- | -- | -- | -- |
| Luogo     | T | C | T | C | C | T | C | T | C | T  | C  | C  | T  | C  | T  | T  | C  | C  | T  | T  | C  | C  | T  | T  | C  | T  | C  | C  | T  | C  | T  | C  | T  | C  | T  | T  | C  | T  |
| Risultato | V | V | N | V | V | V | V | N | V | V  | V  | V  | V  | V  | V  | P  | V  | P  | P  | V  | V  | V  | V  | P  | V  | V  | V  | V  | V  | V  | V  | V  | V  | V  | V  | V  | V  | V  |
| Posizione | 3 | 1 | 5 | 4 | 3 | 2 | 1 | 1 | 1 | 1  | 1  | 1  | 1  | 1  | 1  | 2  | 2  | 2  | 3  | 2  | 2  | 2  | 2  | 2  | 2  | 2  | 2  | 2  | 1  | 1  | 1  | 1  | 1  | 1  | 1  | 1  | 1  | 1  |

Legenda:

Luogo: C = Casa; T = Trasferta. Risultato: V = Vittoria; N = Pareggio; P = Sconfitta.

### Statistiche dei giocatori
| Giocatore    | Premier League | Premier League | Premier League | Premier League | FA Cup   | FA Cup | FA Cup      | FA Cup     | Coppa di Lega | Coppa di Lega | Coppa di Lega | Coppa di Lega | Champions League | Champions League | Champions League | Champions League | Totale   | Totale | Totale      | Totale     |
| Giocatore    | Presenze       | Reti           | Ammonizioni    | Espulsioni     | Presenze | Reti   | Ammonizioni | Espulsioni | Presenze      | Reti          | Ammonizioni   | Espulsioni    | Presenze         | Reti             | Ammonizioni      | Espulsioni       | Presenze | Reti   | Ammonizioni | Espulsioni |
| ------------ | -------------- | -------------- | -------------- | -------------- | -------- | ------ | ----------- | ---------- | ------------- | ------------- | ------------- | ------------- | ---------------- | ---------------- | ---------------- | ---------------- | -------- | ------ | ----------- | ---------- |
| C. Bravo     | -              | -              | -              | -              | -        | -      | -           | -          | -             | -             | -             | -             | -                | -                | -                | -                | -        | -      | -           | -          |
| Ederson      | 38             | 0              | 2              | 0              | 6        | 0      | 0           | 0          | 1             | 0             | 0             | 0             | 10               | 0                | 1                | 0                | 55       | 0      | 3           | 0          |
| D. Grimshaw  | -              | -              | -              | -              | -        | -      | -           | -          | -             | -             | -             | -             | -                | -                | -                | -                | -        | -      | -           | -          |
| A. Murić     | -              | -              | -              | -              | -        | -      | -           | -          | 5             | 0             | 0             | 0             | -                | -                | -                | -                | 5        | 0      | 0           | 0          |
| Danilo       | 11             | 1              | 1              | 0              | 4        | 0      | 1           | 0          | 5             | 0             | 1             | 0             | 2                | 0                | 1                | 0                | 22       | 1      | 4           | 0          |
| F. Delph     | 11             | 0              | 1              | 1              | 1        | 0      | 0           | 0          | 2             | 0             | 0             | 0             | 6                | 0                | 0                | 0                | 20       | 0      | 1           | 1          |
| E. García    | -              | -              | -              | -              | -        | -      | -           | -          | 3             | 0             | 0             | 0             | -                | -                | -                | -                | 3        | 0      | 0           | 0          |
| C. Humphreys | -              | -              | -              | -              | -        | -      | -           | -          | -             | -             | -             | -             | -                | -                | -                | -                | -        | -      | -           | -          |
| V. Kompany   | 17             | 1              | 6              | 0              | 1        | 0      | 0           | 0          | 3             | 0             | 1             | 0             | 4                | 0                | 0                | 0                | 25       | 1      | 7           | 0          |
| A. Laporte   | 35             | 3              | 3              | 0              | 4        | 0      | 1           | 0          | 1             | 0             | 0             | 0             | 10               | 2                | 1                | 0                | 50       | 5      | 5           | 0          |
| E. Mangala   | -              | -              | -              | -              | -        | -      | -           | -          | -             | -             | -             | -             | -                | -                | -                | -                | -        | -      | -           | -          |
| B. Mendy     | 10             | 0              | 1              | 0              | 1        | 0      | 0           | 0          | 1             | 0             | 0             | 0             | 2                | 0                | 0                | 0                | 14       | 0      | 1           | 0          |
| N. Otamendi  | 18             | 0              | 1              | 0              | 5        | 1      | 0           | 0          | 4             | 0             | 1             | 0             | 5                | 0                | 2                | 1                | 32       | 1      | 4           | 1          |
| P. Sandler   | -              | -              | -              | -              | 1        | 0      | 0           | 0          | 1             | 0             | 0             | 0             | -                | -                | -                | -                | 2        | 0      | 0           | 0          |
| J. Stones    | 24             | 0              | 1              | 0              | 5        | 0      | 0           | 0          | 3             | 0             | 0             | 0             | 6                | 0                | 0                | 0                | 38       | 0      | 1           | 0          |
| K. Walker    | 33             | 1              | 3              | 0              | 5        | 0      | 2           | 0          | 3             | 1             | 0             | 0             | 10               | 0                | 1                | 0                | 51       | 2      | 6           | 0          |
| O. Zinčenko  | 14             | 0              | 1              | 0              | 4        | 0      | 0           | 0          | 6             | 1             | 0             | 0             | 5                | 0                | 1                | 0                | 29       | 1      | 2           | 0          |
| A. Bernabé   | -              | -              | -              | -              | -        | -      | -           | -          | 1             | 0             | 0             | 0             | -                | -                | -                | -                | 1        | 0      | 0           | 0          |
| D. Silva     | 33             | 6              | 3              | 0              | 5        | 1      | 1           | 0          | 3             | 0             | 0             | 0             | 9                | 3                | 0                | 0                | 50       | 10     | 4           | 0          |
| K. De Bruyne | 19             | 2              | 2              | 0              | 4        | 2      | 0           | 0          | 5             | 2             | 0             | 0             | 4                | 0                | 0                | 0                | 32       | 6      | 2           | 0          |
| Fernandinho  | 29             | 1              | 5              | 0              | 3        | 0      | 0           | 0          | 1             | 0             | 1             | 0             | 8                | 0                | 3                | 0                | 41       | 1      | 9           | 0          |
| P. Foden     | 13             | 1              | 0              | 0              | 3        | 3      | 0           | 0          | 5             | 2             | 1             | 0             | 4                | 1                | 0                | 0                | 25       | 7      | 1           | 0          |
| C. Gomes     | -              | -              | -              | -              | -        | -      | -           | -          | 1             | 0             | 0             | 0             | -                | -                | -                | -                | 1        | 0      | 0           | 0          |
| İ. Gündoğan  | 31             | 6              | 3              | 0              | 6        | 0      | 0           | 0          | 4             | 0             | 1             | 0             | 8                | 0                | 0                | 0                | 49       | 6      | 4           | 0          |
| R. Mahrez    | 27             | 7              | 0              | 0              | 5        | 2      | 0           | 0          | 5             | 2             | 0             | 0             | 6                | 1                | 1                | 0                | 43       | 12     | 1           | 0          |
| F. Nmecha    | -              | -              | -              | -              | -        | -      | -           | -          | 1             | 0             | 0             | 0             | -                | -                | -                | -                | 1        | 0      | 0           | 0          |
| K. Agüero    | 33             | 21             | 3              | 0              | 2        | 2      | 0           | 0          | 3             | 1             | 0             | 0             | 7                | 6                | 2                | 0                | 45       | 30     | 5           | 0          |
| B. Silva     | 36             | 7              | 3              | 0              | 4        | 2      | 0           | 0          | 2             | 0             | 0             | 0             | 8                | 4                | 0                | 0                | 50       | 13     | 3           | 0          |
| G. Jesus     | 29             | 7              | 1              | 0              | 6        | 4      | 0           | 0          | 5             | 5             | 0             | 0             | 6                | 4                | 0                | 0                | 46       | 20     | 1           | 0          |
| I. Poveda    | -              | -              | -              | -              | -        | -      | -           | -          | 1             | 0             | 0             | 0             | -                | -                | -                | -                | 1        | 0      | 0           | 0          |
| L. Sané      | 31             | 10             | 1              | 0              | 4        | 2      | 0           | 0          | 3             | 0             | 0             | 0             | 8                | 4                | 0                | 0                | 46       | 16     | 1           | 0          |
| R. Sterling  | 34             | 17             | 3              | 0              | 4        | 4      | 1           | 0          | 3             | 0             | 0             | 0             | 10               | 5                | 1                | 0                | 51       | 26     | 5           | 0          |
| B. Díaz      | -              | -              | -              | -              | -        | -      | -           | -          | 3             | 2             | 0             | 0             | -                | -                | -                | -                | 3        | 2      | 0           | 0          |